# グラス (食器)
グラス（英語　Glass）とは、飲み物（酒類やソフトドリンク）あるいはアイスクリームなどを入れるために用いられるガラス製の食器である。飲み物ではなく、ブドウなどの果実を入れて供することもある。

## 種類
タンブラーグラス、ワイングラス、シャンパングラス、ブランデーグラス、カクテルグラス、ゴブレットなどの種類がある。

### タンブラーグラス
しばしばタンブラーと略される。通常、単にコップ（ガラスコップ）と呼ぶ場合にはタンブラーグラスを指す。さまざまなサイズがある。オールドファッションドグラスも、このタンブラーの範疇に入る。

### ワイングラス
ワインを飲むためのグラス。通常、ステムグラス（脚付きグラス）である。

### カクテルグラス
ステムグラスの1種。さまざまな容量のものがある。カクテル関連の書籍では、「カクテルグラス」ではなく、「カクテル・グラス」と間に「・」を入れて表記されることがしばしばある。